# Melitoma ameghinoi
Melitoma ameghinoi är en biart som först beskrevs av Holmberg 1903.  Melitoma ameghinoi ingår i släktet Melitoma och familjen långtungebin. Inga underarter finns listade i Catalogue of Life.